# Samuel P. Huntington
Samuel Phillips Huntington (18 de abril de 1927 - 24 de diciembre de 2008) fue un politólogo y profesor estadounidense de Ciencias Políticas en el Eaton College y Director del Instituto John M. Olin de Estudios Estratégicos de la Universidad de Harvard. Huntington es conocido por su análisis de la relación entre el gobierno civil y militar, su investigación acerca de los golpes de Estado en países del tercer mundo y su tesis acerca de los conflictos sociales futuros. Ha sido miembro del Consejo de Seguridad Nacional de la Casa Blanca, la Presidential Task Force on International Development, la Commission on the United States-Latin American Relationships y la Comission on Integrated Long Term Strategy. En sus obras ha elaborado su propia definición del concepto de sistema político y de régimen político entre otras, que se consideran de referencia en la materia. Se retiró de la enseñanza en 2007 tras 58 años de docencia en la Universidad de Harvard y falleció el 24 de diciembre de 2008 a la edad de 81 años en Martha's Vineyard, Estados Unidos.

## Choque de civilizaciones
En 1993, Huntington encendió un importante debate sobre relaciones internacionales con la publicación del artículo titulado ¿El choque de civilizaciones? (Original en inglés The Clash of Civilizations?) en la revista Foreign Affairs. Con frecuencia, a este artículo se lo compara con la visión expresada por Francis Fukuyama en El fin de la Historia y el último hombre. Posteriormente, Huntington expandió este trabajo en un libro completo, publicado en 1996, titulado El choque de civilizaciones y la reconfiguración del orden mundial (Original en inglés The Clash of Civilizations and the Remaking of the World Order.) El artículo y el libro articulan su teoría de un mundo compuesto por múltiples civilizaciones en conflicto. En sus escritos critica, tanto al comportamiento occidental[cita requerida] como el "no-occidental", acusando a ambos de hipócritas ocasionales y de estar centrados en sí mismos. Huntington también advierte que las naciones occidentales podrían perder su predominancia si fallan en reconocer la naturaleza de esta tensión latente. 
Los críticos marxistas opinan que este trabajo es una manera encubierta de hacer legítima la agresión hacia los países del tercer mundo por parte del occidente liderado por los Estados Unidos, con el objeto de impedir que las regiones subdesarrolladas y en vías de desarrollo alcancen el nivel económico de los países ricos.[cita requerida] Sin embargo, Huntington también ha argumentado que este cambio en la estructura geopolítica requiere que Occidente se fortalezca internamente, abandonando el universalismo democrático y el incesante intervencionismo.

## ¿Quiénes somos?e inmigración
El libro más reciente de Huntington, ¿Quiénes somos?: Los desafíos a la identidad nacional americana (Who Are We?: The Challenges to America's National Identity), fue publicado en mayo del 2004. La discusión se centra en la identidad nacional estadounidense y la posible amenaza que constituye la inmigración latinoamericana en gran escala que, según el autor, podría "dividir los Estados Unidos en dos pueblos, dos culturas y dos lenguajes." Al igual que Choque de civilizaciones, este libro ha agitado controversia, y algunos han acusado a Huntington de xenofobia por afirmar que Estados Unidos ha sido históricamente un país de cultura protestante anglosajona.[cita requerida] Se le ha acusado de presentar una actitud etnocentrista o racista hacia la inmigración, argumentando que los valores latinos (por ejemplo "la falta de ambición" y la "aceptación de la pobreza como virtud necesaria para entrar al Cielo") son incompatibles con los ideales anglo-protestantes (de los cuales menciona el Cristianismo, el compromiso religioso y la ética protestante del trabajo).[cita requerida] Más aún, Huntington asevera que esta introducción de nuevos valores atenta contra el sueño americano, que según sus palabras es el "sueño creado por una sociedad anglo-protestante," y agrega que los mexicano-americanos pueden "participar en este sueño y esta sociedad sólo si sueñan en inglés."[cita requerida]

## Polémicas
Fue asesor de Lyndon B. Johnson y en 1968 justificó los bombardeos a las zonas rurales de Vietnam como maneras de forzar a los partidarios del Vietcong a desplazarse a las ciudades.[cita requerida] Fue corredactor del informe sobre "La Gobernabilidad de las Democracias", publicado en 1976 por la Comisión Trilateral.[cita requerida]
En su libro Choque de civilizaciones, Huntington considera que en el siglo XXI los estados-nación tenderán a regular sus políticas aglutinados en torno al concepto civilizaciones. Más recientemente, adquirió atención generalizada por considerar que la inmigración actual de América Latina hacia los Estados Unidos, constituye una amenaza a la identidad nacional de este país. 
El matemático y negacionista del VIH/sida Serge Lang realizó una campaña para evitar que Huntington fuese elegido miembro de la Academia Nacional de Ciencias norteamericana, acusándole de usar incorrectamente las matemáticas.[cita requerida]

## Publicaciones selectas como autor y coautor
- The clash of civilizations and the remaking of world order, 1996.  En Español: El choque de civilizaciones y la reconfiguración del orden mundial.
- Who are we?: The challenges to america´s national identity, 2004.  En Español: ¿Quienes somos?: Los desafíos a la identidad nacional Estadounidense .
- The Third Wave: Democratization in the late twentieth century, 1993.  En Español: La Tercera Ola: la democratización a finales del siglo XX.
- Political orden in changing societes, 1968.  En Español: Orden Político en las Sociedades de cambio. .
- The soldier and the State: The Theory and Politics of Civil - Military Relations, 1957.  En Español: El soldado y el Estado: la teoría y la Política de las Relaciones Cívico - Militares.
- The clash of civilizations?: The Debate, 1996.  En Español: El choque de civilizaciones: El Debate..
- American Politics: The promise of disharmony, 1981.  En Español: American Politics: La promesa de la discordia..
- No easy choice: Political participation in developing countries, 1976.  En Español: No hay opción fácil: La participación política en los países en desarrollo..
- Understanding Political Development, 1986.  En Español: Entendiendo el Desarrollo Político..
- Global Dilemmas, 1985. .
- Culture Matters: How values shape human progress, 2000.  En Español: Cultura Matters: ¿Cómo los valores dan forma el progreso humano.
- Many globalizations: Cultural Diversity in the Comtemporary World, 2002.  En Español: Globalizaciones Múltiples: Diversidad Cultural en el Mundo Contemporáneo.
- The Crisis of Democracy: Report on the governability of democracies to the trilateral commission.  En Español: La crisis de la democracia: Informe sobre la gobernabilidad de las democracias a la comisión trilateral..
- The Common Defense: Strategic Programs in National Politics.  En Español: La defensa común: Programas Estratégicos de Política Nacional.
- Political Power: USA-USSR. 1964 En Español: Poder Político: EE. UU.-URSS.
- The Dilemma of American Ideals and Institutions in Foreign Policy.  En Español: El dilema de los ideales estadounidenses e Instituciones en la política exterior.
- La Cultura es lo que importa..
- The Strategic Imperative: New Policies for American Security. Año: 1985  En Español: El imperativo estratégico: Nuevas Políticas de Seguridad.
- Authoritarian Politics in Modern Society: The Dynamics of Established One-party Systems. Año: 1970.
- American Military Strategy. Año: 1986  En Español: Estrategia Militar Americana.
- Streit um Werte. Wie Kulturen den Fortschritt prägen. Idioma: Alemán Año: 2002.